# Plenitudo potestatis
Plenitudo potestatis (lateinisch für Fülle der Gewalt) bezeichnet die im Mittelalter entwickelte Lehre von der päpstlichen Vollgewalt sowohl über die Glieder der dem Papst unterstellten Kirche als auch über alle weltlichen Autoritäten. 
Der Begriff plenitudo potestatis hat eine lange Geschichte und taucht wiederholt in päpstlichen Dokumenten auf. Er geht ursprünglich auf Papst Leo den Großen im 5. Jahrhundert zurück, der den Begriff in einem Brief benutzte und damit die von ihm beanspruchten Machtbefugnisse unterfüttern wollte. Die Macht der (römischen) Kaiser diene demnach hauptsächlich dem Schutz der Kirche, doch der Bischof von Rom alleine verfüge über die göttliche Löse- und Bindegewalt und übe gegenüber anderen Bischöfen auch das kirchliche Primat aus. Dies führte zum Anspruch, dass der Papst Vikar der gesamten Christenheit sei. Der Anspruch päpstlicher Vollgewalt konnte selbst innerhalb der Kirche erst nach und nach durchgesetzt werden, wobei das Papsttum im 5. Jahrhundert dabei sogar teilweise auf kaiserliche Hilfe angewiesen war. In diesem Zusammenhang traten allerdings erste Anzeichen von Konflikten hinsichtlich des kaiserlichen Anspruchs auf, durchaus auch in kirchlichen Fragen mitzubestimmen. Wenngleich die Machtstellung des Papsttums in der Spätantike und im beginnenden Frühmittelalter relativ schwach ausgeprägt war, wurde die Vorstellung der Vollgewalt von päpstlicher Seite wiederholt aufgegriffen und schließlich ins Kirchenrecht übernommen.
Bis ins 11. Jahrhundert war die päpstlichen Vollgewalt im Grund auf die Kirche beschränkt. Dies änderte sich, als Papst Gregor VII. infolge des Investiturstreits den Anspruch erhob, nicht nur in kirchlichen, sondern (zumindest indirekt) auch in weltlichen Fragen die höchste Autorität zu sein und damit auch über Kaiser und Reich zu richten. Gregor trat jedoch sogar Widerstand aus dem deutschen Reichsepiskopat entgegen, als mehrere Bischöfe im römisch-deutschen Reich Partei für den Kaiser ergriffen und sich dem päpstlichen Hoheitsanspruch nicht bedingungslos unterordnen wollten. In diesem Konflikt zwischen Papst und Kaiser spielte das Verhältnis zwischen päpstlicher und kaiserlicher Gewalt eine entscheidende Rolle, da sich beide als Universalgewalten verstanden. Von kaiserlicher Seite wurde zumindest formal der Anspruch erhoben, dass der Kaiser in weltlichen Fragen die oberste Autorität sei, während der Papst dies in geistlichen Angelegenheiten sei. Aus Sicht kaiserfreundlicher Theoretiker stammte die Macht des Kaisers direkt von Gott, während von kurialer Seite betont wurde, dass der Papst die Macht von Gott empfange und sie delegiere, womit der Kaiser nur ein Empfänger der Macht aus päpstlicher Hand sei. Es ging hierbei um die Interpretation der sogenannten Zwei-Schwerter-Theorie. Dieser grundsätzliche Konflikt bestimmte das Verhältnis zwischen Papsttum und Kaisertum bis zum Ende des Mittelalters.
Unter Innozenz III. wurde der Anspruch auf die päpstliche Vollgewalt nachdrücklich betont und erreichte den Höhepunkt der politischen Realisierung. Innozenz dehnte den Anspruch über alle Lebensbereich aus, das päpstliche Eingriffsrecht in kirchlichen und auch weltlichen Fragen sollte faktisch unbegrenzt gelten. 1204 formulierte er in der Dekretale Novit, dass der Papst einen Gerichtsanspruch über alle Christen ausübe. Er griff damit einen Leitgedanken der Dekretisten auf: Der Papst sei ordentlicher Richter aller (papa est iudex ordinarius omnium) in allen Angelegenheiten, seien sie nun Kleriker oder Laien. Damit war die Doktrin des Papstes als Stellvertreter Gottes und als Inhaber der Vollgewalt in kirchlichen und weltlichen Fragen endgültig ausformuliert und kirchenrechtlich präzisiert worden. Sie blieb auch in den folgenden Jahrzehnten fester Bestandteil des päpstlichen Selbstverständnisses. So wurde in kurialen Kreisen die These vertreten, dass der Papst der wahre Kaiser sei (papa est verus imperator).
Die Entwicklung des päpstlichen Anspruchs auf Machtvollkommenheit (den die römisch-deutschen Kaiser nie vorbehaltlos akzeptierten, wie die Auseinandersetzung zur Zeit Friedrichs II. und auch noch in der Regierungszeit Heinrichs VII. zeigt) wurde im frühen 14. Jahrhundert mit der Formulierung der päpstlichen Bulle Unam Sanctam 1302 auf die Spitze getrieben. Papst Bonifaz VIII. erhob den Anspruch auf faktisch absolute päpstliche Weltherrschaft und auf die Unterordnung aller anderen Gewalten unter die des Papstes, den kein Mensch richten dürfe. Im Konflikt mit dem machtbewussten französischen König Philipp IV. scheiterte diese Konzeption allerdings vollständig. Dennoch wurde ein universaler päpstlicher Machtanspruch im 13./14. Jahrhundert von verschiedenen kurialistischen Autoren vertreten, so etwa von Aegidius Romanus oder Jakob von Viterbo, doch stieß dies sowohl auf kaiserlicher (siehe Engelbert von Admont, Dante) wie auf französischer Seite auf vehementen Widerspruch. Die päpstliche Vollgewalt sollte nie wieder in diesem Maße erhoben, geschweige denn durchgesetzt werden.
Eng verknüpft mit der Abwehr päpstlicher Ansprüche im weltlichen Bereich (so durch die französische Monarchie im späten 13. und frühen 14. Jahrhundert) und dem diesbezüglichen gelehrten Diskurs ist die Selbstbehauptung der staatlichen Souveränität. Seit dem Spätmittelalter kam der herrschaftlichen Vollgewalt des Monarchen eine immer größere Bedeutung zu. Dies lässt sich bis in die Frühe Neuzeit verfolgen, wo die politische Vollgewalt nun von den Herrschern in ihrem eigenen Herrschaftsbereich angestrebt wurde.